# 12788 Shigeno
12788 Shigeno (1995 SZ3) là một tiểu hành tinh vành đai chính được phát hiện ngày 22 tháng 9 năm 1995 bởi T. Okuni ở Nannyou.